# Дмитрієвське (Краснобаковський район)
Дмитрієвське (рос. Дмитриевское) — село в Краснобаковському районі Нижньогородської області Російської Федерації.
Населення становить 335 осіб. Входить до складу муніципального утворення робітниче селище Ветлузький.

## Історія
Від 2009 року входить до складу муніципального утворення робітниче селище Ветлузький.

## Населення
| 2002 | 2010 |
| ---- | ---- |
| 357  | ↘335 |